# Saproma vogesiacum
Saproma vogesiacum là một loài rêu trong họ Dicranaceae. Loài này được Schwägr. Brid. mô tả khoa học đầu tiên năm 1826.